# Catedral basílica de la Asunción de la Virgen María (Kielce)
La Catedral Basílica de la Asunción de la Virgen María o simplemente Catedral de Kielce (en polaco: Bazylika katedralna Wniebowzięcia Najświętszej Maryi Panny w Kielcach) es el nombre que recibe un templo católico que tiene el estatus de catedral y basílica y se encuentra en la ciudad de Kielce en Polonia. Se encuentra en la llamada "Colina del castillo", en el corazón de la ciudad. Es la catedral de la diócesis de Kielce.

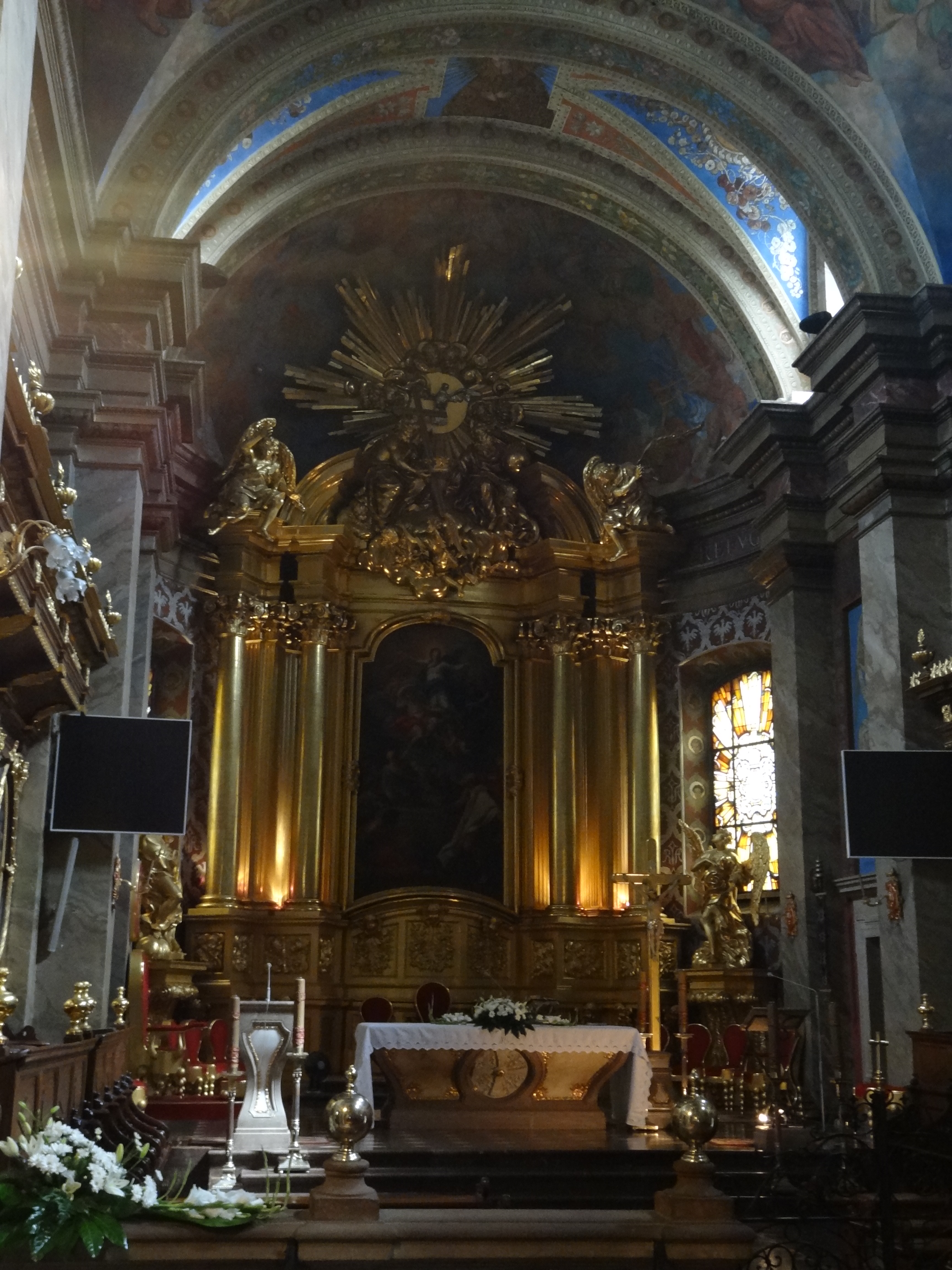
Vista interna

Fue construida en el siglo XII por el entonces obispo de Cracovia, Gedeon.
Destruida por los tártaros en 1260 fue reconstruida. En 1719 el obispo Kazimierz Lubienski reestructura el edificio en el estilo del barroco temprano que aún lo caracteriza. En el interior, las tres naves  tienen una variedad de colores en los frescos de pintores de Cracovia del siglo XIX. El altar mayor, obra de Fontana, es también de estilo barroco y rococó.